# 児童

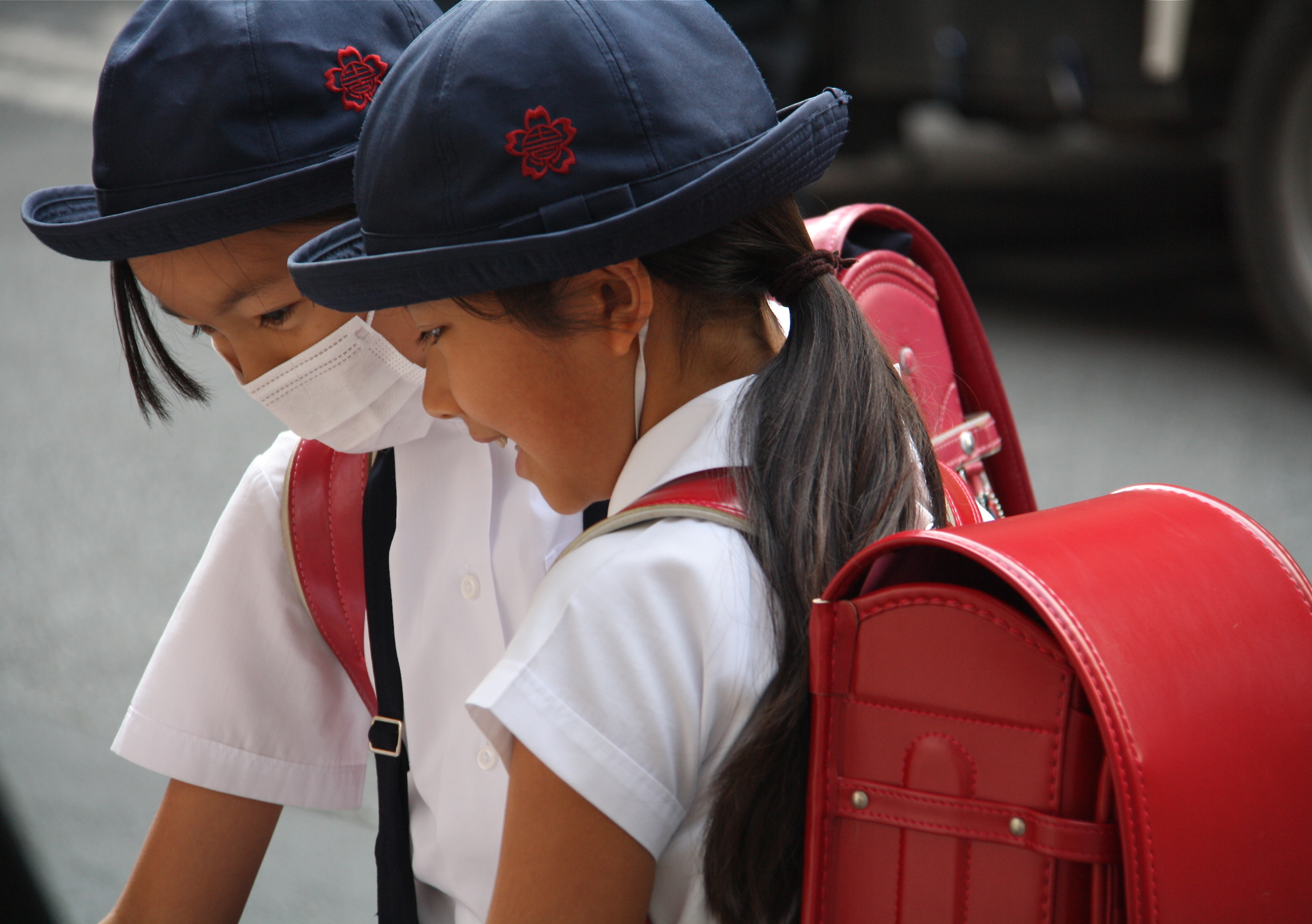
日本のランドセルを背負った小学生

児童（じどう）とは、「心身ともにまだ十分発達していない者」のことである。何を基準として定義するかは場合によって大きく異なる。

## 日本

### 法制度における呼称
「児童の権利に関する条約」・「児童福祉法」・「児童虐待防止法」・「児童買春・児童ポルノ禁止法」・「出会い系サイト規制法」・「民法」
「児童の権利に関する条約」・「児童福祉法」・「児童虐待防止法」・「児童買春・児童ポルノ禁止法」・「出会い系サイト規制法」・「民法」における児童とは、年齢が「満18歳に満たない者」をいう。なお児童福祉法では、児童をさらに、乳児（満1歳に満たない者）、幼児（満1歳から、小学校就学の始期に達するまでの者）、少年（小学校就学の始期から、満18歳に達するまでの者）に区分する（同法4条）。
「学校教育法」
学校教育法における児童とは、小学校または特別支援学校の小学部の課程に在籍して、初等教育を受けている者をいう。おおむね6歳から12歳までである（第17条第1項・第2項および第18条）。
幼稚園または特別支援学校の幼稚部に在籍して就学前教育を受けている者を幼児と呼ぶ。また、中学校または特別支援学校の中学部、高等学校または特別支援学校の高等部の課程、もしくは専修学校の高等課程（高等専修学校）に在籍して中等教育を受けている者を生徒（せいと）と呼ぶ。高等教育を受けている者については、大学（短期大学および大学院を含む）および高等専門学校に在籍している者を学生（がくせい）と呼ぶのに対し、専修学校の専門課程（専門学校）に在籍している者を生徒と呼ぶ。
「道路交通法」
道路交通法における児童とは、6歳以上13歳未満（小学生）の者である。なお、6歳未満の者は幼児である。
「児童手当法」・「児童扶養手当法」
児童手当法、児童扶養手当法における児童とは、18歳に達する日以後の最初の3月31日までにある者である。
「母子及び父子並びに寡婦福祉法」
母子及び父子並びに寡婦福祉法における児童とは、20歳未満の者である。
「労働基準法」
労働基準法における児童とは、満15歳に達した日以後の最初の3月31日を過ぎるまでの者である。なお、満18歳に満たない者は年少者である。

### 報道等における呼称
新聞などのメディアでは小学生以下を男児・女児、中学生以上を少年・少女と呼び分けているが、児童養護施設や医学上の文献では19歳まで男児・女児と表現することもある。